# Кэмп-Кортни
База морской пехоты «Кэмп Кортни» (англ. Marine Corps Base Camp Courtney) — военная база морской пехоты, которая расположена в городе Урума, префектура Окинава, Япония. Она является частью более крупной базы морской пехоты «Кэмп Смедли Д. Батлер», и домом для 3-го экспедиционного корпуса, 3-й дивизии морской пехоты и 3-й экспедиционной бригады. Она названа в честь майора Генри А. Кортни, мл., который погиб в битве за Окинаву. База охватывает 1339 кв. км районов Конбу, Тэнган и Укен в Уруме.

## История
С территории, на которой построили базу, были насильно вывезены местные жители. «Кэмп Кортни» была открыта в качестве морской базы США в январе 1956 года, когда отборные части 3-й дивизии морской пехоты были переведены сюда из «Кэмп Макгилл» (англ. Camp McGill), Йокосука, Канагава. Изначально база называлась «Кэмп Тэнган» (англ. Camp Tengan). Первые подразделения морской пехоты селились в хижинах Квонсета, хижинах Ниссена и зданиях Батлера. Большинство хижин имели укреплённую конструкцию, для защиты зданий во время тайфунов, которые часто посещают острова Рюкю. Первыми в лагерь прибыли штабной батальон, оркестр дивизии и грузовой батальон.
База является домом для многих семей военнослужащих. На её территории имеется кинотеатр, рынок, продовольственный магазин, медицинская и стоматологическая поликлиники, почтовое отделение, церковь и банк. Многие морские пехотинцы, проживающие на базе МакТёреус, несут дежурство в лагере Кортни.